# Тыловайское (сельское поселение)
Тыловайское — упразднённое муниципальное образование со статусом сельского поселения в Дебёсском районе Удмуртии Российской Федерации.
Административный центр — село Тыловай.
Законом Удмуртской Республики от 30.04.2021 № 40-РЗ к 23 мая 2021 года упразднено в связи с преобразованием муниципального района в муниципальный округ.

## История
Статус и границы сельского поселения установлены Законом Удмуртской Республики от 14 июля 2005 года № 45-РЗ «Об установлении границ муниципальных образований и наделении соответствующим статусом муниципальных образований на территории Дебёсского района Удмуртской Республики»

## Население
| 2010 | 2012 | 2013 | 2014 | 2015 | 2016 | 2017 |
| ---- | ---- | ---- | ---- | ---- | ---- | ---- |
| 799  | ↘773 | ↘747 | ↘740 | ↘720 | ↘694 | ↘681 |
| 2018 | 2019 | 2020 |      |      |      |      |
| ↘670 | ↘663 | ↘632 |      |      |      |      |

## Состав сельского поселения
| № | Населённый пункт | Тип                          | Население |
| - | ---------------- | ---------------------------- | --------- |
| 1 | Верхний Шудзялуд | деревня                      | ↘45       |
| 2 | Нижний Тыловай   | деревня                      | ↘133      |
| 3 | Тыловай          | село, административный центр | ↘482      |
| 4 | Урдумошур        | деревня                      | ↘96       |
| 5 | Ягвуково         | деревня                      | ↘17       |